# (15025) Uwontario
(15025) Uwontario est un astéroïde de la ceinture principale.

## Description
(15025) Uwontario est un astéroïde de la ceinture principale. Il fut découvert le 15 octobre 1998 à Kitt Peak par le projet Spacewatch. Il présente une orbite caractérisée par un demi-grand axe de 3,20 UA, une excentricité de 0,10 et une inclinaison de 7,3° par rapport à l'écliptique.

## Compléments